# Les Sables-d'Olonne
Les Sables-d'Olonne este un oraș în Franța, sub-prefectură a departamentului Vendée, în regiunea Pays de la Loire. 
1. ↑   https://www.ouest-france.fr/pays-de-la-loire/les-sables-dolonne-85100/les-sables-d-olonne-suivez-l-election-du-maire-en-direct-6156739 Lipsește sau este vid: |title= (ajutor)